# Leichtathletik-Weltmeisterschaften 2001/1500 m der Frauen

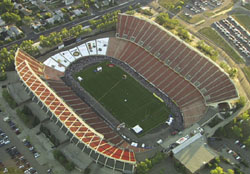
Das Commonwealth Stadium von Edmonton im Jahr 2005

Der 1500-Meter-Lauf der Frauen bei den Leichtathletik-Weltmeisterschaften 2001 wurde vom 4. bis 7. August 2001 im Commonwealth Stadium der kanadischen Stadt Edmonton ausgetragen.
In diesem Wettbewerb verzeichneten die rumänischen Mittelstreckenläuferinnen einen Doppelerfolg.

Ihren dritten WM-Titel errang die aktuelle 5000-Meter-Olympiasiegerin Gabriela Szabo. Sie hatte über 5000 Meter bei den Weltmeisterschaften 1997 sowie 1999 Gold und bei den Europameisterschaften 1998 Silber gewonnen, war über 1500 Meter 1996 Olympiazweite und 2000 Olympiadritte. Außerdem hatte sie bei den Europameisterschaften 1994 Bronze über 3000 Meter errungen.

Auf den zweiten Platz kam die Olympiazweite von 2000 Violeta Szekely.

Die Russin  Natalja Gorelowa belegte Rang drei.

## Bestehende Rekorde
| Weltrekord | 3:50,46 min | Qu Yunxia         | Peking, Volksrepublik China | 11. September 1993 |
| WM-Rekord  | 3:58,56 min | Tetjana Samolenko | WM 1987 in Rom, Italien     | 5. September 1987  |

Der bestehende WM-Rekord wurde bei diesen Weltmeisterschaften nicht eingestellt und nicht verbessert. Die 4-Minuten-Marke wurde auch im Finale nicht unterboten.
Es gab zwei Landesrekorde:
- 4:31,11 – Lamberte Nyabamikazi (Ruanda), 1. Vorlauf am 4. August
- 4:40,01 – Elisa Vagnini (San Marino), 1. Vorlauf am 4. August

## Vorrunde
Die Vorrunde wurde in drei Läufen durchgeführt. Die ersten sechs Athletinnen pro Lauf – hellblau unterlegt – sowie die darüber hinaus sechs zeitschnellsten Läuferinnen – hellgrün unterlegt – qualifizierten sich für das Halbfinale.

### Vorlauf 1
4. August 2001, 17:40 Uhr
| Platz | Name                 | Nation     | Zeit (min) |
| ----- | -------------------- | ---------- | ---------- |
| 1     | Süreyya Ayhan        | Türkei     | 4:07,97    |
| 2     | Carla Sacramento     | Portugal   | 4:08,79    |
| 3     | Mardrea Hyman        | Jamaika    | 4:08,84    |
| 4     | Suzy Favor Hamilton  | USA        | 4:08,89    |
| 5     | Julija Kossenkowa    | Russland   | 4:09,17    |
| 6     | Natalia Rodríguez    | Spanien    | 4:09,86    |
| 7     | Veerle DeJaeghere    | Belgien    | 4:13,07    |
| 8     | Nouria Mérah-Benida  | Algerien   | 4:15,06    |
| 9     | Irina Krakoviak      | Litauen    | 4:16,24    |
| 10    | Elena Antoci         | Rumänien   | 4:24,72    |
| 11    | Lamberte Nyabamikazi | Ruanda     | 4:31,11 NR |
| 12    | Elisa Vagnini        | San Marino | 4:40,01 NR |
| DNF   | Iryna Lischtschynska | Ukraine    |            |

### Vorlauf 2

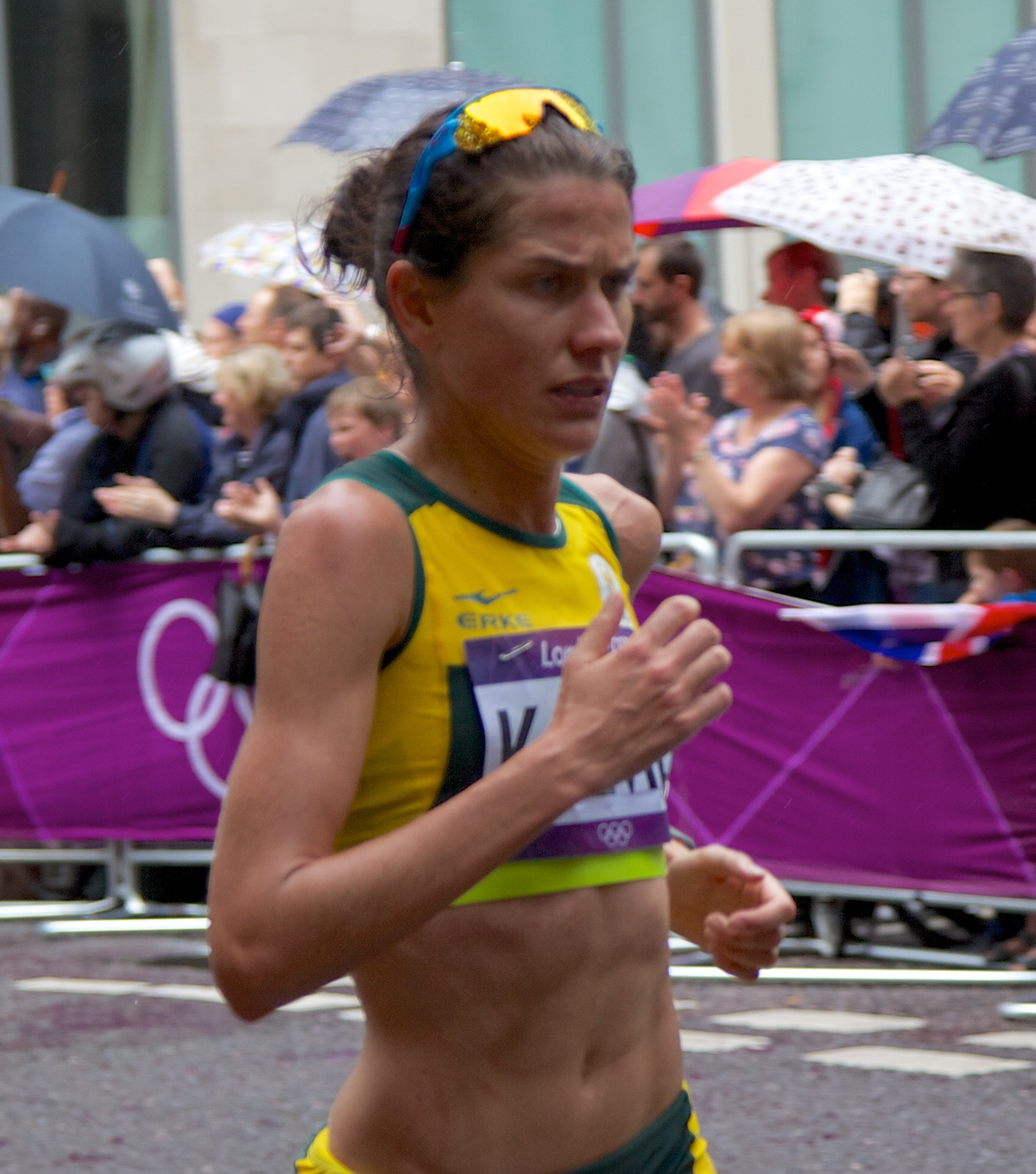
René Kalmer (hier beim olympischen Marathonlauf 2012) schied mit ihren 4:17,97 min im zweiten Vorlauf aus

4. August 2001, 17:55 Uhr
| Platz | Name               | Nation              | Zeit (min) |
| ----- | ------------------ | ------------------- | ---------- |
| 1     | Gabriela Szabo     | Rumänien            | 4:10,77    |
| 2     | Lidia Chojecka     | Polen               | 4:10,82    |
| 3     | Leah Pells         | Kanada              | 4:11,17    |
| 4     | Natalja Gorelowa   | Russland            | 4:11,34    |
| 5     | Kathleen Friedrich | Deutschland         | 4:11,35    |
| 6     | Daniela Jordanowa  | Bulgarien           | 4:12,29    |
| 7     | Lan Lixin          | Volksrepublik China | 4:12,92    |
| 8     | Abebech Negussie   | Äthiopien           | 4:13,02    |
| 9     | Helen Clitheroe    | Großbritannien      | 4:13,06    |
| 10    | René Kalmer        | Südafrika           | 4:17,97    |
| 11    | Evelyn Guerra      | Panama              | 4:44,69    |
| DNF   | Regina Jacobs      | USA                 |            |
| DNS   | Rosa Saul          | Angola              |            |

### Vorlauf 3
4. August 2001, 18:04 Uhr
| Platz | Name            | Nation              | Zeit (min) |
| ----- | --------------- | ------------------- | ---------- |
| 1     | Violeta Szekely | Rumänien            | 4:13,19    |
| 2     | Hayley Tullett  | Großbritannien      | 4:13,60    |
| 3     | Olga Neljubowa  | Russland            | 4:13,61    |
| 4     | Sarah Schwald   | USA                 | 4:13,69    |
| 5     | Alessja Turawa  | Belarus             | 4:13,72    |
| 6     | Nuria Fernández | Spanien             | 4:13,90    |
| 7     | Sabina Fischer  | Schweiz             | 4:14,34    |
| 8     | Li Jingnan      | Volksrepublik China | 4:15,30    |
| 9     | Georgie Clarke  | Australien          | 4:15,31    |
| 10    | Heidi Jensen    | Dänemark            | 4:17,35    |
| 11    | Hanane Baala    | Frankreich          | 4:29,47    |
| 12    | Sonia Lopes     | Kap Verde           | 5:13,80    |
| 13    | Fatouma Ali     | Niger               | 5:31,57    |

## Halbfinale
In den beiden Halbfinalläufen qualifizierten sich die jeweils ersten sechs Athletinnen – hellblau unterlegt – für das Finale.

### Halbfinallauf 1

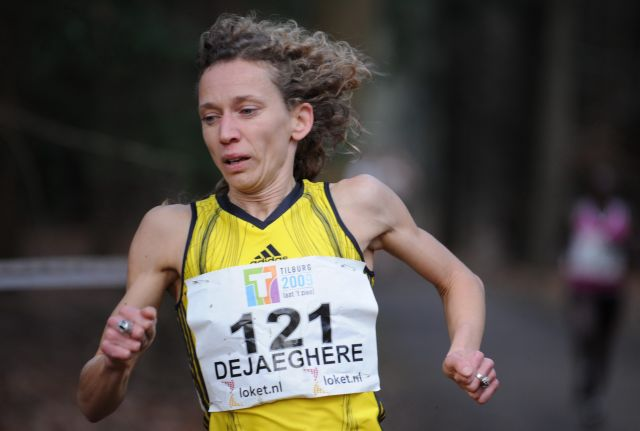
Veerle DeJaeghere wurde Achte ihres Halbfinales und schied damit aus
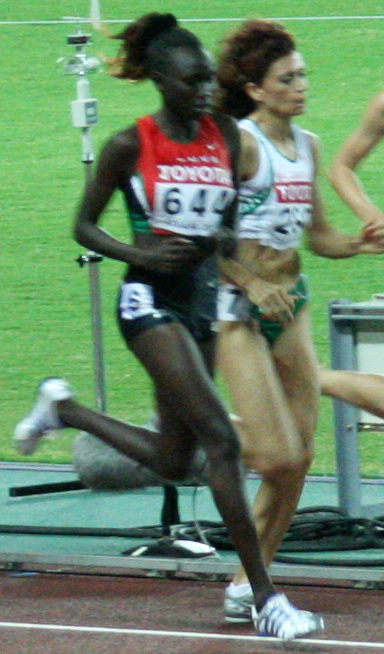
Daniela Jordanowa (weißes Trikot) gab ihr Halbfinalrennen vorzeitig auf

5. August 2001, 17:05 Uhr
!Platz!!Name!!Nation!!Zeit (min)
| Platz | Name               | Nation         | Zeit (min) |
| ----- | ------------------ | -------------- | ---------- |
| 1     | Violeta Szekely    | Rumänien       | 4:10,30    |
| 2     | Süreyya Ayhan      | Türkei         | 4:10,36    |
| 3     | Carla Sacramento   | Portugal       | 4:11,23    |
| 4     | Alessja Turawa     | Belarus        | 4:11,43    |
| 5     | Nuria Fernández    | Spanien        | 4:11,44    |
| 6     | Julija Kossenkowa  | Russland       | 4:11,46    |
| 7     | Sarah Schwald      | USA            | 4:11,74    |
| 8     | Veerle DeJaeghere  | Belgien        | 4:15,70    |
| 9     | Helen Clitheroe    | Großbritannien | 4:16,39    |
| DNF   | Kathleen Friedrich | Deutschland    |            |
| DNF   | Daniela Jordanowa  | Bulgarien      |            |
| DNS   | Olga Neljubowa     | Russland       |            |

### Halbfinallauf 2
5. August 2001, 17:15 Uhr
| Platz | Name                | Nation              | Zeit (min) |
| ----- | ------------------- | ------------------- | ---------- |
| 1     | Gabriela Szabo      | Rumänien            | 4:07,40    |
| 2     | Natalja Gorelowa    | Russland            | 4:07,47    |
| 3     | Lidia Chojecka      | Polen               | 4:08,37    |
| 4     | Leah Pells          | Kanada              | 4:08,49    |
| 5     | Natalia Rodríguez   | Spanien             | 4:08,49    |
| 6     | Mardrea Hyman       | Jamaika             | 4:08,58    |
| 7     | Sabina Fischer      | Schweiz             | 4:09,66    |
| 8     | Lan Lixin           | Volksrepublik China | 4:11,09    |
| 9     | Hayley Tullett      | Großbritannien      | 4:13,95    |
| 10    | Abebech Negussie    | Äthiopien           | 4:29,57    |
| DNF   | Suzy Favor Hamilton | USA                 |            |
| DNS   | Nouria Mérah-Benida | Algerien            |            |

## Finale
7. August 2001, 19:30 Uhr
| Platz | Name              | Nation   | Zeit (min) |
| ----- | ----------------- | -------- | ---------- |
| 1     | Gabriela Szabo    | Rumänien | 4:00,57    |
| 2     | Violeta Szekely   | Rumänien | 4:01,70    |
| 3     | Natalja Gorelowa  | Russland | 4:02,40    |
| 4     | Carla Sacramento  | Portugal | 4:03,96    |
| 5     | Lidia Chojecka    | Polen    | 4:06,70    |
| 6     | Natalia Rodríguez | Spanien  | 4:07,10    |
| 7     | Alessja Turawa    | Belarus  | 4:07,25    |
| 8     | Süreyya Ayhan     | Türkei   | 4:08,17    |
| 9     | Julija Kossenkowa | Russland | 4:08,84    |
| 10    | Mardrea Hyman     | Jamaika  | 4:12,48    |
| 11    | Leah Pells        | Kanada   | 4:15,34    |
| 12    | Nuria Fernández   | Spanien  | 4:17,86    |

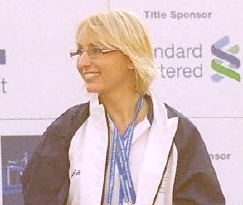
Gabriela Szabo – zwei WM-Titel hatte sie über 5000 Meter errungen und war nun Weltmeisterin auch über 1500 Meter, vorher hatte sie auf beiden Strecken sowie über 3000 Meter zahlreiche Siege und Medaillen errungen

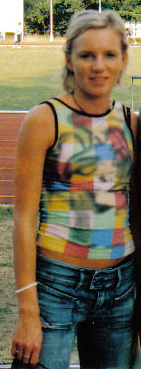
Lidia Chojecka kam auf den fünften Platz
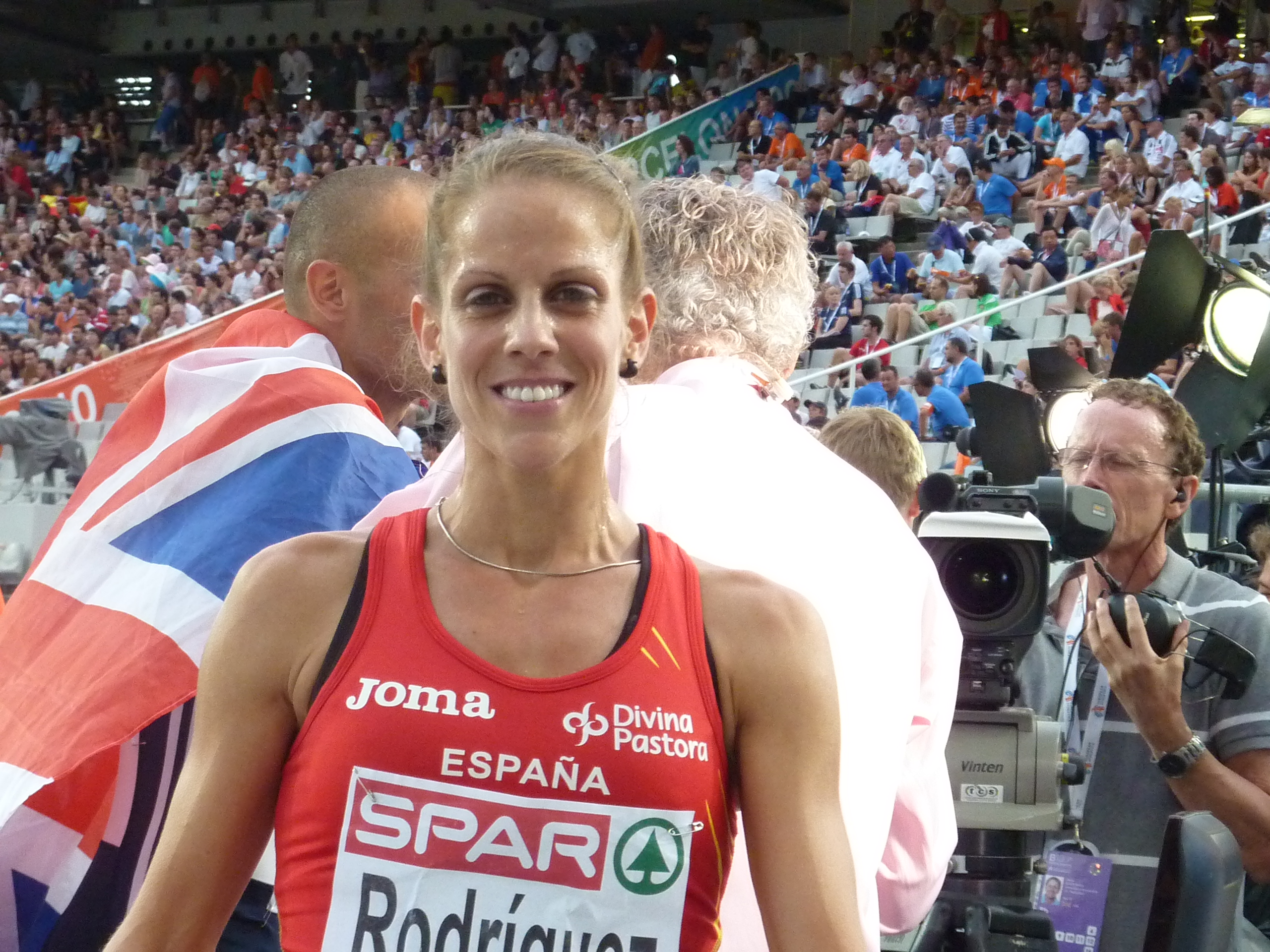
Natalia Rodríguez wurde Sechste
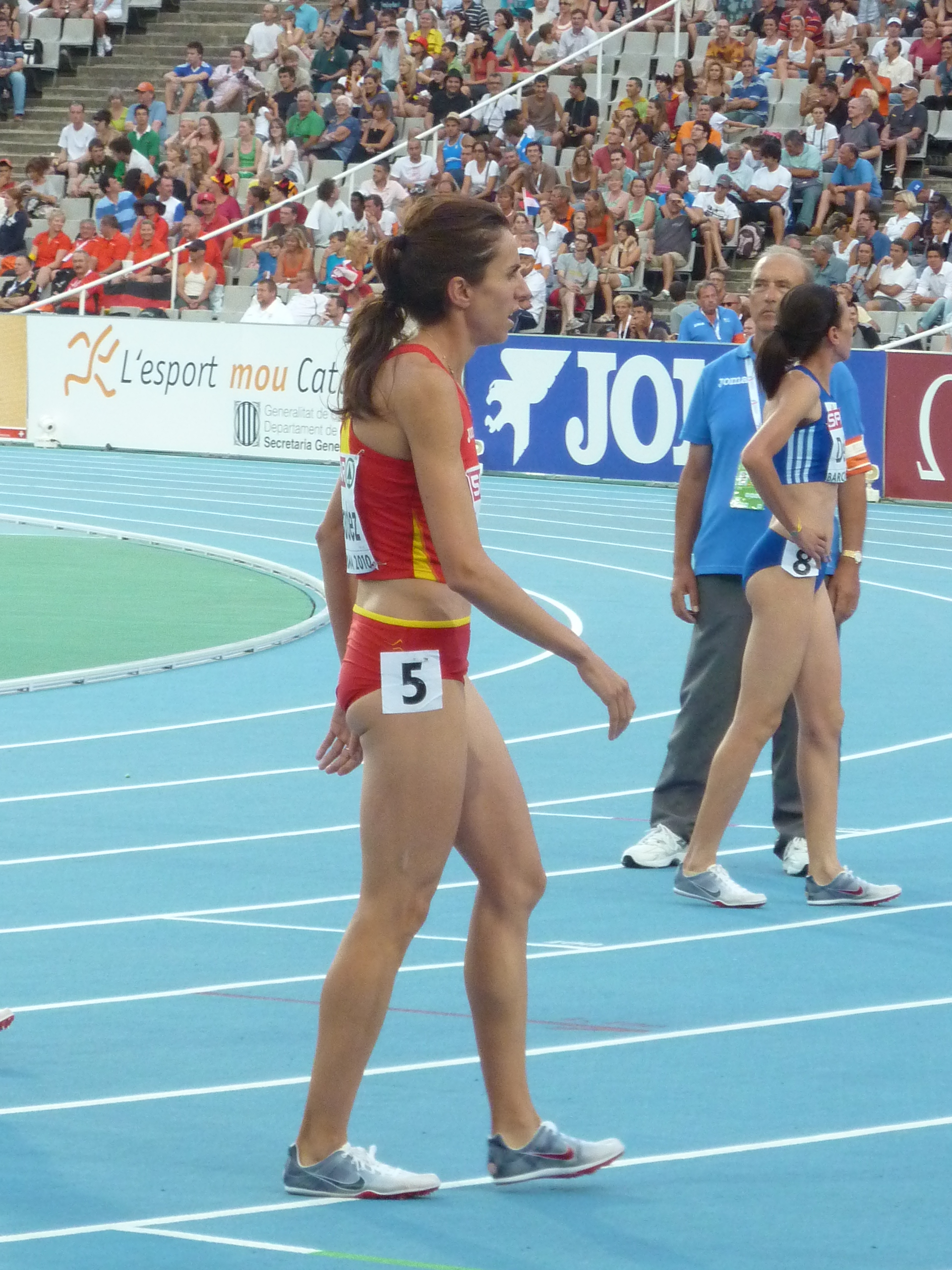
Rang zwölf für Nuria Fernández

## Video
- beide Halbfinals Women's 1500m Semi Finals - 2001 IAAF World Championships auf youtube.com, abgerufen am 18. August 2020
- Finale Final 1500m femenino Cto mundo Edmonton 2001 auf youtube.com, abgerufen am 18. August 2020